# Nicolas IV de Larmessin
Nicolas IV de Larmessin, född den 28 januari 1684 i Paris, död där den 28 februari 1755, var en fransk kopparstickare.
Larmessin var son till kopparstickaren Nicolas III de Larmessin (född 1640, död 1725), som bland annat stack ett porträtt av Karl XI av Sverige. Larmessin utförde 12 blad, mestadels efter kompositioner av Rafael, i det stora reproduktionsverket Cabinct Crozat, men stack sedermera endast efter samtida konstnärer (Boucher, Lancret, Vleughels med flera) samt efter porträttmålningar, bland annat helfigursbilden av dansösen Sallé. Sedan 1730 var han ledamot av franska konstakademien.